# Tepelzoekreflex
De tepelzoekreflex is het verschijnsel dat wanneer men bij een pasgeborene (mens of zoogdier) de wang aanraakt, bijvoorbeeld met een vinger, de pasgeborene zal proberen met de mond het aanrakend voorwerp te pakken. Dit aangeboren gedrag is natuurlijk zinvol wanneer het aanrakend voorwerp de tepel of speen van de moeder is, omdat dan het zogen kan beginnen.